# Саобраћај у Данској
Данска спада у северније земље Европе и представља главну везу средње Европе и Скандинавије. Такође, Данска спада и у земље са веома дугом обалом наспрам своје величине и представља праву поморску „раскрсницу“ европских поморских путева у њеном северном делу. Саобраћај у Данској је веома развијен, па су многе природне препреке, попут расцепканости државе на бројна острва, већ савладане или значајно умањене.
Данска има развијен друмски, железнички, ваздушни и водени саобраћај. Најважније саобраћајно чвориште у држави је престоница Копенхаген.
Фарска острва су посебна самоуправна јединица у оквиру Данске. Погледати: Саобраћај на Фарским острвима

## Железнички саобраћај
Државно предузеће надлежно за железницу су "Данске државне железнице", али постоје и мања предузећа из ове области. Од њих приватна предузећа имају управу над 508 km железнице.
Укупна дужина железничке мреже стандардног колосека у Данској је 2.829 km (1998. године), од чега је електрификовано је 600 km железнице. Све пруге у Данској су стандардне ширине колосека. Постојеће пруге двоструког колосека дуге су укупно 760 km.
Важне железничке линије у Данској су:
- Ересундски тунел-мост (граница са Шведском) - Копенхаген - Мост Великог Појаса - Оденсе - Мост Малог Појаса - Колдинг - Обенро - граница са Немачком, најважнија железничка веза у држави
- Мост Малог Појаса - Вејле - Орхус - Олборг - Фредериксхавн
- Колдинг - Есбјерг
- Вејле - Холстебро
- Орхус - Холстебро

Копенхаген поседује све врсте савремене градске железнице: метро, трамвај и приградску надземну железницу.

Железничка веза са суседним земљама:
- Немачка - да
- Шведска - да, Ересундским тунелом-мостом преко мореуза Категата

## Друмски саобраћај
Погледати: Ауто-путеви у Данској
Укупна дужина друмских путева у Данској је 71.437 km, све са чврстом подлогом (1998. године). Исте године је дужина ауто-путева у држави била 1010 km, а ширење ауто-путне мреже је настваљено и даље. Значајно је истаћи да не мала дужина ауто-путева обухвата дужину мостова, преко којих ауто-путеви прелазе. Неки од њих су дужи од 10 km. И путна мрежа нижег ранга је високог стандарда и веома густа.
Данашњи државни ауто-путеви повезују све важније градове у држави и окружењу. Многи ауто-путеви прате линије главних железница. Они се углавном пружају трасама Европских коридора.

Најважнији Европски коридори који пролазе кроз Данску су:
- Европски ауто-пут Е20, Есбјерг - КОлдинг - Мост Малог Појаса - Оденсе - Мост Великог Појаса - Роскилде - Копенхаген - граница са Шведском (Ересундски тунел-мост), укупна дужина 315 km, савремени ауто-пут целом дужином.
- Европски ауто-пут Е39, Хиртсхалс - Хјоринг - Олборг, укупна дужина 50 km, магистрални пут целом дужином.
- Европски ауто-пут Е45, Фредериксхавн - Олборг - Орхус - Вејле - Колдинг - Оренбро - граница са Немачком, укупна дужина 357 km, савремени ауто-пут целом дужином.
- Европски ауто-пут Е47, веза фериботом са Немачком - Никебинг - Роскилде - Копенхаген - Хелсингор - веза фериботом са Шведском, савремени ауто-пут целом дужином.
- Европски ауто-пут Е55, веза фериботом са Немачком - Фалстер - Никебинг - - Роскилде - Копенхаген - Хелсингор - веза фериботом са Шведском, савремени ауто-пут целом дужином.

## Водени саобраћај
Данска је изразита приморска земља, излази на два светски важна мора (Северно и Балтичко) и на веома важне европске мореузе, Категат и Скагерак. Поред тога постоје бројни заливи и мањи мореузи. Збот тога земља игра важну улогу у поморском саобраћају у Европи и свету и поседује више великих лука. Такође, данска трговачка флота је много већа и значајнија од величине саме државе. Њу чини 336 бродова (1999. г.).
Најважнија лука је Копенхаген, који се налази се на месту најуже везе Балтика са Северним морем, а преко пута значајног шведског града Малмеа. Важне данске луке на Балтику су: Рене (Борнхолм), Родби, Никебинг, Свенборг, а на Северном мору су: Хелсингор, Фредериција, Вејле, Орхус, Фредериксхавн, Рингкебинг, Есбјерг.

Дужина копнених пловних путева је 417 km и она обухвата реке и вештачки образоване канале. Иако је и овај вид воденог превоза развијен, он није толико значајан као поморски. Нарочито је важна мрежа канала у Копенхагену, која је једно од главних обележја данске престонице.

## Гасоводи и нафтоводи
Нафтовод: Дужина токова је 110 км.
Гасовод: Дужина токова је 700 км.

## Ваздушни транспорт
Погледати: Аеродроми у Данској
У Данској постоји много авио-компанија, од којих је најпознатија Скандинејвијан ерлајнс систем, која је заједничко авио-предузеће Данске, Норвешке и Шведске.
У држави постоји 118 званично уписаних аеродрома (1999. године), али је само 28 аеродрома са тврдом подлогом. 18 аеродрома има IATA код (IATA Airport Code). Међународно значајни аеродроми су:
- Аеродром „Каструп“ у Копенхагену - CPH
- Аеродром „Билунд“ у Билунду - BLL
- Аеродром „Тирструп“ у Орхусу - AAR
- Аеродром „Нуресандби“ у Олборгу - AAL
- Аеродром „Оденсе“ у Оденсеу - ODE

Највећи и најважнији аеродром у земљи је Аеродром „Каструп“ у Копенхагену. Промет путника на њему је много већи од свих других аеродрома у Данској заједно. Други по значају је Аеродром „Билунд“, који је један од најзначајнијих аеродрома за карго-превоз у Европи, а и по броју путника (највише чартер летови) стоји одмах после аеродрома у Копенхагену.